# Guido Agosti
Guido Agosti (Forlì, 11 agosto 1901 – Milano, 2 giugno 1989) è stato un pianista e compositore italiano.

## Biografia
Studiò dal 1911 al 1914 presso il Liceo Musicale di Bologna, sotto la guida di Ferruccio Busoni, Bruno Mugellini e Filippo Ivaldi. Si diplomò in pianoforte a 13 anni. In seguito, studiò privatamente composizione con Giacomo Benvenuti. Esordì quindi come concertista, ottenendo lusinghieri successi sia in Italia che all'estero, ma la sua promettente carriera di brillante solista fu spesso ostacolata da problemi nervosi. Si dedicò perciò all'insegnamento, e tra il 1933 e il 1949 insegnò nei conservatori di Venezia, Roma e Milano.
Dopo la seconda guerra mondiale, tenne sistematicamente importanti corsi di perfezionamento pianistico prima a Roma e successivamente presso l'Accademia Musicale Chigiana di Siena, formando nella sua lunga carriera un gran numero di musicisti, tra cui spiccano Maria Tipo, Daniela Sabatini, Hector Pell e Joaquin Achucarro. Tenne inoltre corsi presso l'Accademia di Stato Franz Liszt di Weimar, l'Accademia Sibelius di Helsinki e la Juilliard School di New York. Fu spesso membro di giuria di importanti concorsi pianistici internazionali.
Fu anche compositore (musica per pianoforte e per orchestra, liriche, revisione di musiche antiche). La sua trascrizione per pianoforte solo della Firebird Suite di Stravinsky è tuttora in repertorio di vari importanti pianisti.
Ricominciò l'attività concertistica nel 1967, suonando spesso in trio con il flautista Severino Gazzelloni e il violoncellista Enrico Mainardi e con il Quartetto di Roma.
Le sue non numerose incisioni (alcune delle quali in tarda età) sono dedicate soprattutto a composizioni di Beethoven (sonate) e Debussy (Préludes).

## Riconoscimenti
- Membro della Royal Academy di Londra, nel 1976 divenne vicepresidente dell'Accademia Nazionale di Santa Cecilia di Roma, carica che mantenne fino alla morte.
- Nel 1977 la città di Forlì gli attribuì la medaglia d'oro per meriti artistici.